# Nervo laringeo superiore
Il nervo laringeo superiore è un ramo del nervo vago. Nasce dal centro del ganglio inferiore del nervo vago e nel suo decorso riceve un ramo dal ganglio cervicale superiore del sistema nervoso simpatico.

## Territorio di innervazione
I muscoli cricotiroidei sono innervati dal nervo laringeo superiore. Tutti gli altri muscoli laringei intrinseci (eccetto appunto i cricotiroidei) sono innervati dal nervo laringeo ricorrente.
Il nervo laringeo superiore è costituito da due rami: il nervo laringeo interno (sensoriale), che fornisce fibre sensoriali alla mucosa laringea e il nervo laringeo esterno (motore), che innerva il muscolo cricotiroideo.

## Decorso
Il nervo laringeo superiore si dirama dal nervo vago, in prossimità del ganglio nodoso, poco meno di 4 cm sotto il forame giugulare e 4 cm sopra la biforcazione carotidea; il nervo quindi discende, lateralmente alla faringe, dietro l'arteria carotide interna e si divide in due rami: il nervo laringeo esterno e il nervo laringeo interno.
Il nervo laringeo esterno (chiamato anche Nervo di Galli-Curci) è il ramo esterno più piccolo. Scende sulla laringe, sotto il muscolo sternotiroideo, per innervare il muscolo cricotiroideo. Il ramo esterno è coinvolto nell'irrigidimento delle corde vocali, in quanto attiva il muscolo cricotiroideo, aumentandone il tono. Il nervo laringeo esterno dà rami al plesso faringeo e alla porzione superiore del muscolo costrittore faringeo inferiore e comunica con il nervo cardiaco superiore al di dietro dell'arteria carotide comune.
Il nervo laringeo interno è il ramo interno del nervo laringeo superiore. Discende verso la membrana tiroioidea, perforandola insieme all'arteria laringea superiore, innervando la membrana mucosa della laringe. Di questi rami sensoriali, alcuni sono distribuiti all'epiglottide, alla base della lingua e alle ghiandole epiglottiche; altri rami passano invece posteriormente, nella piega ariepiglottica, per innervare la membrana mucosa che circonda la zona di ingresso della laringe, e il rivestimento mucoso della laringe fino alla zona immediatamente sottostante le corde vocali.
Poche fibre nervose discendono sotto la membrana mucosa, sulla superficie interna della cartilagine tiroidea, e si uniscono al nervo ricorrente. Al di sopra delle corde vocali l'innervazione sensoriale della laringe avviene tramite il nervo laringeo interno. Al di sotto delle corde vocali, l'innervazione è invece assicurata da rami del nervo laringeo ricorrente. La corda vocale riceve invece una doppia innervazione da entrambi i nervi.

## Ricadute cliniche
Una paralisi del nervo laringeo superiore comporta un cambiamento del tono della voce e determina incapacità di produrre suoni esplosivi, a causa della paralisi del muscolo cricotiroideo. Se nessun recupero è evidente tre mesi dopo la paralisi iniziale, il danno è più probabile che sarà permanente. Una paralisi bilaterale si presenta con una voce roca ed emessa con fatica. Il danno al nervo laringeo superiore lascia la corda vocale addotta e pone a rischio di aspirazione di materiale estraneo nelle vie aeree. 
Il nervo laringeo superiore può essere danneggiato da un intervento chirurgico che comporta la rimozione della tiroide (tiroidectomia): una lesione della branca esterna si verifica in circa il 58% delle tiroidectomie. La comprensione delle più comuni varianti anatomiche della porzione distale della branca esterna del nervo laringeo superiore (EBSLN) e la sua relazione con il muscolo costrittore inferiore è perciò fondamentale, in quanto consente di identificare e preservare l'integrità di questo nervo nella maggior parte dei casi.

Il ramo esterno è suscettibile di danni durante tiroidectomia o cricotirotomia, in quanto si trova immediatamente al di sotto dell'arteria tiroidea superiore. La capacità di produrre suoni acuti viene quindi compromessa e si associa a una facile affaticabilità vocale (in genere voce monotona).
L'irritazione del nervo laringeo interno provoca accessi di tosse incontrollata ed è generalmente conseguente alla presenza anche di minima quantità di cibo o liquidi in laringofaringe. La lesione di questa branca (ad esempio durante interventi di chirurgia che prevedono un approccio anteriore al rachide cervicale, si associa a perdita del riflesso laringeo della tosse e ad un aumentato rischio di polmonite da aspirazione.